# 1859 en philosophie
Chronologie de la philosophie
- 1855
- 1856
- 1857
- 1858
- 1859
- 1860
- 1861
- 1862
- 1863

L’année 1859 a été marquée, en philosophie, par les événements suivants :

## Publications
- De la liberté (On Liberty), de John Stuart Mill.
- L'Origine des espèces (On the Origin of Species), de Charles Darwin.
- Contribution à la critique de l’économie politique, de Karl Marx.

## Naissances
- 6 janvier à Sydney : Samuel Alexander
- 8 avril : Edmund Husserl, philosophe autrichien, mort en 1938.
- 7 août : Gustave Belot, philosophe français, mort en 1929.
- 18 octobre : Henri Bergson, philosophe français, mort en 1941.
- 20 octobre : John Dewey, philosophe américain, mort en 1952.

## Décès
- 16 avril : Alexis de Tocqueville, philosophe politique, historien et écrivain français, né en 1805, mort à 53 ans.